# Золота Пілава
Золота Пілава — газета Бучацької районної ради народних депутатів Тернопільської области і районної організації КП України. Реєстраційний номер — 22. Індекс видання — 93101. Виходила в січні-листопаді 1991 року.

## Коротка історія

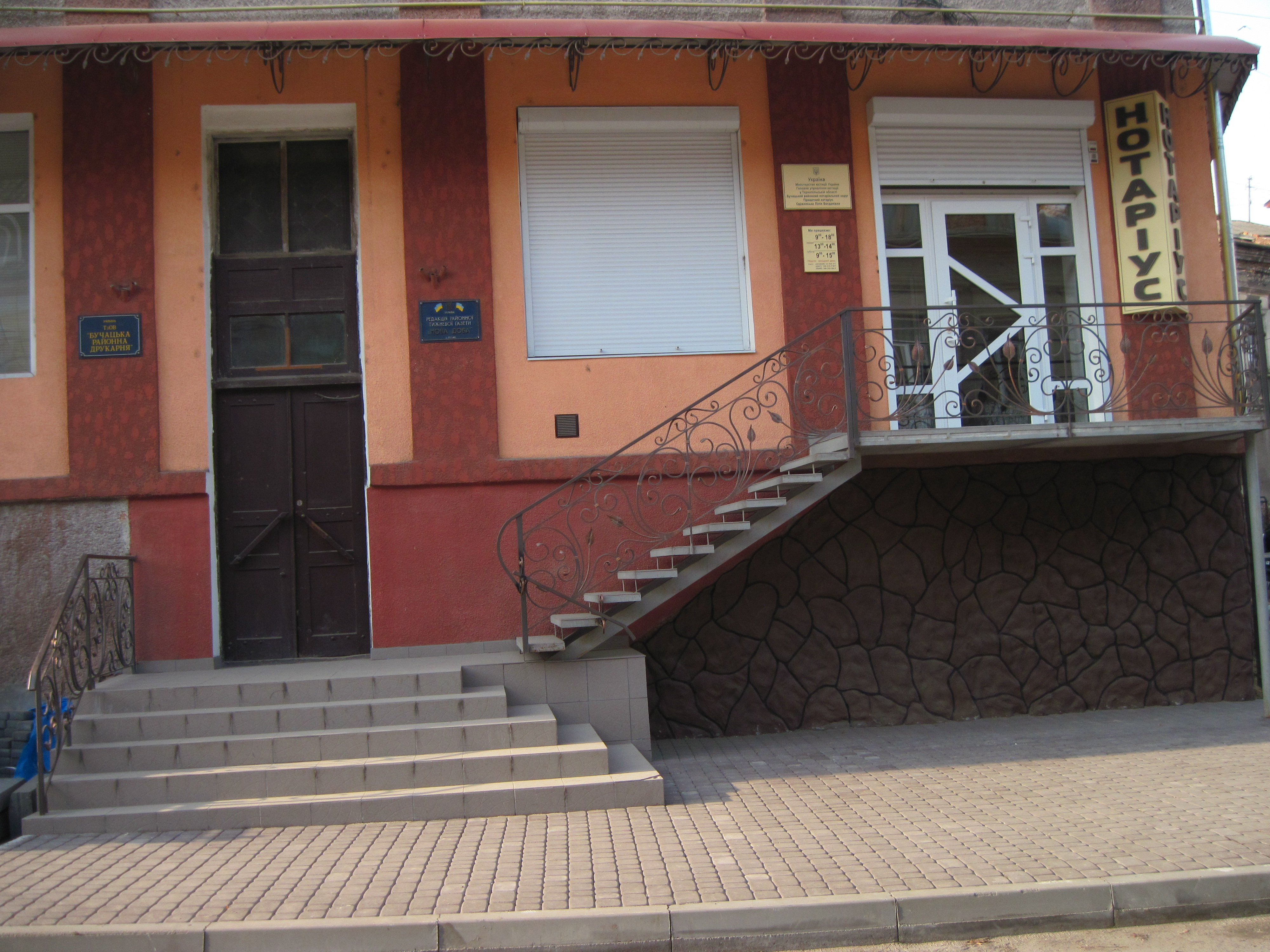
Фасад будівлі редакції газети «Нова доба», осінь 2013

Виходила з вівторка — 1 січня — за № 1-2 (7025-7026) до листопада 1991 року. Наступниця газети «Перемога» — за словами журналістів газети. Виходила у вівторок на 4 сторінках (1 друкований аркуш, вартість 5 копійок), щоп'ятниці на 8 сторінках (2 др. ар., вартість — 10 коп.).

## Персоналії

### Редактори
Ільчишин Віра (від № 1 до кінця вересня 1991), Тракало Василь (від № 112 за 1 жовтня 1991 року).

### Журналісти
Михайло Калинюк, Ярослав Лось, Юрій Мацало (фотограф), Володимир Мельничук, Михайло Терпак, Богдан Чая.

## Настпниця
- «Нова доба»